# Josef Römer (Ministerialbeamter)
Josef Römer (* 29. März 1914 in Düsseldorf; † 19. Oktober 1996 ebendort) war ein hochrangiger deutscher Justizbeamter und Honorarprofessor in Düsseldorf.

## Werdegang und berufliche Tätigkeit
Er studierte Jura während des Nationalsozialismus, legte die Erste juristische Staatsprüfung 1936 und die Zweite juristischen Staatsprüfung 1939 mit „Gut“ ab. Er gehörte der NSDAP an seit 1. Mai 1933, der SA seit 14. Mai 1934, und außerdem dem NS-Rechtswahrerbund und der NS-Volkswohlfahrt. Wehrdienst leistet er 1937/38, und vom 6. November 1941 bis 16. Juli 1942 Kriegsdienst als Feldwebel. Er erhielt das Kriegsverdienstkreuz mit Schwertern und wurde untauglich entlassen. Vom 20. Juli 1942 bis Januar 1945 war er bei der Staatsanwaltschaft Wuppertal tätig, nachweislich dreimal als Ankläger am Sondergericht in Wuppertal und 72 mal als Ankläger am Sondergericht in Düsseldorf. Bei 6 Todesurteilen in Düsseldorf und mindestens einem Todesurteil in Wuppertal war er als Anklagevertreter beteiligt. In einer Beurteilung über ihn von 1943 heißt es: „Für die staatsanwaltliche Tätigkeit ist Römer nach seiner ganzen Veranlagung besonders geeignet...als SA-Mann steht er voll auf dem Boden des heutigen Staates.“ Nach dem Ende des NS-Regimes wurde er vom 18. Juli bis 12. Oktober 1945 von der britischen Besatzungsmacht interniert und im Entnazifizierungsverfahren 1947 als Mitläufer (Kategorie IV) und auf seine Beschwerde hin 1949 als Unbelasteter/Entlasteter (Kategorie V) eingruppiert.
Er bekleidete von 1950 bis 1952 den Posten eines Ersten Staatsanwalts bei der Generalstaatsanwaltschaft Düsseldorf, wechselte dann als Oberregierungsrat ins Justizministerium des Landes Nordrhein-Westfalen, wurde 1956 zum Regierungsdirektor, 1958 zum Ministerialrat, 1965 zum Leitenden Ministerialrat, und 1973 zum Ministerialdirigent (Abteilung Strafrechtspflege) befördert. Im Justizministerium setzte er sich u. a. ein für die Zusammenarbeit zwischen den Organen der Strafrechtspflege und den medizinischen Fakultäten des Landes, die Neuordnung des gerichtsärztlichen Dienstes, und die interdisziplinäre Fortbildung der Richter und Staatsanwälte unter Heranziehung von Hochschullehrern.

### Honorarprofessur
Nachdem er 1979 in den Ruhestand getreten war, erhielt er von der Medizinischen Fakultät der Universität Düsseldorf einen Lehrauftrag für Arztrecht, betreffend insbesondere Straf- und Strafverfahrensrecht, Arzt-Patienten-Verhältnis, Behandlungsfehler, Aufklärungspflicht, und juristische Fragen in Gynäkologie und Geburtshilfe. Am 26. April 1984 beantragte Professor Schweitzer im Rat der Medizinischen Fakultät, Herrn Ministerialdirigent a. D. Josef Römer zum Honorarprofessor zu ernennen. Dem vom Dekan Adolf Hopf vorgetragenen Lebenslauf war zu entnehmen, dass Römer während des NS-Regimes als Richter bzw. Staatsanwalt tätig gewesen war. Gegen die deswegen erhobenen Bedenken eines Vertreters der Wissenschaftlichen Mitarbeiter stimmte der Fakultätsrat am 25. Juni 1984 mit 24 von 42 Stimmen für die Verleihung der Honorarprofessur. Eine nachträgliche Begutachtung der erforderlichen „hervorragenden wissenschaftlichen Leistungen“ (gemäß § 54 Wissenschaftliches Hochschulgesetz) durch die Professoren Ulrich Klug (ehemals Innensenator der Freien und Hansestadt Hamburg) bzw. Jürgen Baumann (ehemals Justizsenator von West-Berlin) lehnte der Dekan ab. Am 19. Februar 1985 erhielt Römer die Ernennungsurkunde von Prorektor Schlipköter überreicht. Dass Römer als NS-Staatsanwalt an Todesurteilen mitgewirkt hat, kam erst Jahre später ans Licht der Öffentlichkeit.

### Privates
Römer war verheiratet und katholisch. Sein Vater war Kaufmann.